# Nikon Coolpix 775
Le Nikon Coolpix 775 est un appareil photographique numérique de type compact fabriqué par Nikon de la série Nikon Coolpix, commercialisé en septembre 2001.

## Description
Le 775 est un appareil de dimensions réduites : 8,7 × 6,65 × 4,4 cm. Son boîtier de forme ergonomique lui assure une bonne prise. Il possède une définition de 2 mégapixels et est équipé d'un zoom optique de 3x.
Sa portée minimum de la mise au point est de 30 cm mais ramenée à 4 cm en mode macro.
Son automatisme gère 7 modes Scène pré-programmés afin de faciliter les prises de vues (plage / neige, Coucher de soleil, paysage, portrait, portrait de nuit, fête/intérieur, contre-jour). L’ajustement de l'exposition est possible dans une fourchette de ±2.0 par paliers de 0,33 EV.
La balance des blancs se fait de manière automatique, mais également semi-manuelle avec 5 options pré-réglées (lumière du jour, tungstène, fluorescence, nuageux, flash).
Son flash incorporé a une portée effective de 0,2 à 2,4 m en mode macro, 0,4 à 3 m en grand-angle et 0,4 à 1,7 m en téléobjectif et dispose de la fonction atténuation des yeux rouges.
La fonction "BSS" sélectionne parmi une séquence de dix prises de vues successives, l'image la mieux exposée et l'enregistre automatiquement.
Il intègre une fonction de transfert des images vers l'ordinateur en appuyant simplement sur la touche "Transfer".

## Caractéristiques
- Capteur CCD taille 1/2,7 pouce - définition : 2,14 millions de pixels, effective : 2,01 millions de pixels
- Zoom optique : 3x, numérique : 2,5x
  - Distance focale équivalence 35 mm : 38-115 mm
  - Ouverture maximale de l'objectif : F/2,8-F/4,9
- Vitesse d'obturation : 1 à 1/1000 seconde
- Sensibilité : ISO 100 et 200
- Stockage : CompactFlash type I
- Définition image maxi : 1600×1200 au format JPEG
- Autres définitions : 1024×768 et 640×480
- Définitions vidéo : 320×240 à 15 images par seconde au format QuickTime.
- Connectique : USB, vidéo composite
- Écran LCD de 1,5 pouce - matrice active TFT de 110 000 pixels
- Batterie propriétaire rechargeable lithium-ion type EN-EL1
- Poids : 185 g sans accessoires (batteries-mémoire externe)
- Finition : Anthracite.

## Galerie
|  |  |  |